# Opius flaveolaris
Opius flaveolaris är en stekelart som beskrevs av Fischer 1966. Opius flaveolaris ingår i släktet Opius och familjen bracksteklar. Inga underarter finns listade i Catalogue of Life.